# River Wenning
Der Wenning ist ein Fluss, der in der Nähe von Clapham in North Yorkshire, England entsteht.
Der Wenning entsteht aus den Bächen Clapham Beck, Austwick Beck und Kettles Beck, er fließt in westlicher Richtung durch die Orte High Bentham, Low Bentham und Wennington, bevor er westlich von Hornby in den Lune mündet.